# 昌化江
昌化江，也称为昌江，是海南岛的一条河流，全长232公里，为海南省第二长河。流域面积5150平方公里，总落差1270米。 隋代昌化县治在今河口北侧，昌化江因此得名。
昌化江发源于海南岛中部琼中县空示岭，经过琼中县、五指山市、乐东县、昌江县四个县市，在昌江县昌化港处入海。番阳以上为上游，番阳至叉河为中游，叉河以下为下游。

## 主要支流
左岸支流有南满水、通什水、乐中水、大安水、南巴水、东方水等，右岸有南绕河、七差水、石碌水等。